# Trạm Lộ
Trạm Lộ là một phường thuộc tỉnh Bắc Ninh, Việt Nam.

## Địa lý
Phường Trạm Lộ có vị trí địa lý:
- Phía đông giáp các xã Gia Bình và Lâm Thao
- Phía tây giáp các phường Thuận Thành và Ninh Xá
- Phía nam giáp xã Cẩm Giàng, thành phố Hải Phòng và xã Đại Đồng, tỉnh Hưng Yên
- Phía bắc giáp phường Mão Điền.

Phường Trạm Lộ có diện tích 18,24 km², dân số 21.132 người, mật độ dân số đạt 1.158 người/km².

## Lịch sử
Trước đây, Trạm Lộ là một xã thuộc huyện Thuận Thành.
Ngày 13 tháng 2 năm 2023, Ủy ban Thường vụ Quốc hội ban hành Nghị quyết số 723/NQ-UBTVQH15 (nghị quyết có hiệu lực từ ngày 10 tháng 4 năm 2023). Theo đó, thành lập thị xã Thuận Thành và thành lập phường Trạm Lộ thuộc thị xã Thuận Thành trên cơ sở toàn bộ 9,68 km² diện tích tự nhiên, 10.156 người của xã Trạm Lộ.
Ngày 16 tháng 6 năm 2025, Ủy ban Thường vụ Quốc hội ban hành Nghị quyết số 1658/NQ-UBTVQH15 của UBTVQH về việc sắp xếp các đơn vị hành chính cấp xã của tỉnh Bắc Ninh năm 2025. Theo đó, sắp xếp toàn bộ diện tích tự nhiên, quy mô dân số của phường Trạm Lộ và xã Nghĩa Đạo thành phường mới có tên gọi là phường Trạm Lộ.

## Địa chỉ trụ sở các cơ quan
- Trụ sở UBND phường: Khu phố Nội Trung, phường Trạm Lộ
- Trung tâm phục vụ hành chính công: Khu phố Nội Trung, phường Trạm Lộ
- Công an phường: Khu phố Nội Trung, phường Trạm Lộ